# Rio-Pardo-Indianer
Als Rio-Pardo-Indianer bezeichnet man ein sehr kleines indigenes Volk Südamerikas im dichten Dschungel von Mato Grosso in Brasilien. Es lebt absolut abgeschieden und hat keinerlei Kontakt zur Zivilisation. Man schätzt die Größe des Stammes auf 50 Personen. 
Erstmals wurde der Stamm 1998 von Anthropologen beschrieben. Die Nachbarstämme nennen die Rio-Pardo-Indianer „baixinhos“ (die kleinen Menschen) oder „cabeças vermelhas“ (die Rotköpfe). 
Man nimmt an, dass die Indianer ständig in Bewegung sind und sich durch Jagen und Sammeln ernähren. Man hat verlassene Gemeinschaftshäuser mit Gebrauchsgegenständen und Fußspuren in Flüssen gefunden.

## Bedrohung des Stammes
Die Rio-Pardo-Indianer gerieten in das Licht der Öffentlichkeit, da sie akut von Holzfällern bedroht sind, die ihre Wälder abholzen und gesichtete Indianer einfach erschießen. Man vermutet, dass das Aussterben dieses Stammes nicht verhindert werden kann (Stand: September 2005).